# Берчич, Иван
Иван Берчич (9 января 1824, Задар — 24 мая 1870, Задар) — хорватский лингвист, семиотик и филолог-славист, профессор богословия, почётный каноник в Задаре и Риме, действительный член Югославянской Академии наук и искусств в Загребе. Крупнейший специалист по глаголической письменности.

## Биография
Иван Берчич родился 9 января 1824 года в Далмации, в городе Задар. В 1846 году успешно окончил Задарскую католическую семинарию, а в 1848 году — Духовную академию в австрийской столице. Но в тот год в стране разгорелась гражданская война. В октябре 1848 года Венский революционный комитет выступил против хорватского бана и национального героя Йосипа Елачича. В связи с чем, Берчич решил покинуть Вену.
На обратном пути из Вены в родной Задар Берчич посетил Кварнерские острова и приобрёл там несколько старинных глаголических книг. С этого момента (или ещё раньше) Иван Берчич увлёкся преимущественно глаголической письменностью. Начиная с 1855 года Берчич занимал должность профессора на единственной в середине XIX века кафедре глаголицы в Задаре и много потрудился над историческим изучением хорватской глаголицы и возрождением её значения в народной жизни, а также для восстановления богослужений в католической церкви на славянских языках. Собрал уникальную коллекцию глаголических памятников.
Иван Берчич составил глаголическую хрестоматию по 55 рукописям с X века и печатным книгам изданным до XIX века и издал её в 1859 году в городе Праге, под заглавием: «Chrestomatia l inguae vetero-slovenicae charactere glagolitico». Там же им были изданы «Bukvar staroslovenskoga jezika glagolskiml pismeni za čitanje crkvenih knjiga» (Прага, 1862) и ряд других научных работ. В своей «Хрестоматии» Берчич репродуцировал подлинные тексты из глаголических рукописей IX—XIX вв. хорватской редакции; он впервые классифицировал два типа глаголицы — округлый (болгарский) и угловатый (хорватский).
Берчич умер 24 мая 1870 года в родном городе. Академик Игнатий Викентьевич Ягич написал некролог Берчича, в котором, в числе прочего, была подробно изложена его научная деятельность. Уже после смерти Ивана Берчича Югославянской академией был издан в Загребе последний его труд: «Dvie službe rimskoga obreda za svetkovinu svetih Cirila i Metuda» (1870 год). Ряд неопубликованных трудов Берчича долгое время хранился в монастыре Главоток на острове Крк.

## Библиотека Берчича
После смерти учёного его отец Михаил Берчич принял решение продать библиотеку сына. Загребская Югославянская Академия не смогла, за недостатком средств, её приобрести. Между тем, о продаже собрания стало известно многим славистам. Об этом была извещена и Публичная библиотека в Петербурге, которая являлась средоточием славянских материалов и центром их изучения в России. После непродолжительной переписки русского слависта Антона Будиловича и Михаила Берчича с помощником директора библиотеки академиком А. Ф. Бычковым, собрание Ивана Берчича было приобретено Петербургской библиотекой, где и хранится по настоящее время. Собрание содержит пять глаголических кодексов — ритуалов и сборников XVI века, 154 фрагмента сборников, бревиариев и миссалов, а также ряд юридических документов XVI—XVIII веков.